# سد تشرين
سد تشرين يقع في الجزء الشمالي من الهضبة السورية على نهر الفرات، في منطقة منبج الواقعة ضمن محافظة حلب، , غاية بنائه هي توليد الطاقة الكهربائية. يبعد السد حوالي28 كم عن مدينة منبج،و عن مدينة الطبقة (سد الفرات) 85كم،و عن مدينة حلب 115 كم وعن الحدود السورية التركية 80 كم. بلغت تكلفة المشروع 22 مليار ل.س يحصر السد خلفه بحيرة تدعى بحيرة تشرين يبلغ حجمها التقريبي 1.9 مليار م3.

## الغاية من المشروع
توليد الطاقة الكهربائية ويقع في الجزء الشمالي من الهضبة السورية على نهر الفرات في منطقة تتراوح مناسبيها بين 400-600 متر عن سطح البحر وهذا الموقع يبعد عن مدينة حلب 115 كم وعن الحدود التركية 80 كم. حجم التخزين لبحيرة السد حوالي 1.9 مليار م3 وكلفة هذا المشروع 22 مليار ل.س.

## تاريخ المشروع وتطوره
الدراسات الأولية تعود أولى الدراسات لتحديد موقع سد في هذه المنطقة إلى عام 1966، حيث كان الموقع الحالي أحد الخيارات الهامة لسد الفرات.في عام 1985، بدأت أعمال التحريات للمرة الثانية بتعاون مشترك بين المؤسسة العامة لسد الفرات ومعهد هيدروبروجيكت من الاتحاد السوفيتي (سابقاً). تم اختيار الموقع الحالي بناءً على هذه التحريات، حيث وُجد أنه الخيار الأمثل كمحور للسد، لأنه يقع بين كتفين جبليين يحصران اختناقاً طبيعياً لسرير النهر.وتم العمل به 1991م وبدأ في الخدمة 1999م.

## أقسام السد
يتألف سد تشرين من عدة مكونات رئيسية، كل منها يؤدي وظيفة حيوية لسلامة وكفاءة السد:
- السد الرئيسي
- السدة الفيضانية
- المحطة الكهرمائية

### السد الرئيسي
ويمتد على طول 900م ويقع في منطقة ضيقة من وادي نهر الفرات.
ويتألف من ردميات بحصية رملية بالتجريف الهيدروليكي حتى المنسوب /305/ تعلوها ردميات حوارية من ناتج حفر المحطة الكهرمائية حتى المنسوب 329م من الجهة الامامية من السد مكسية بالإسمنت المسلح بينما الجهة الخلفية مكساة بالبحص الخشن والسد مزود بمنظومة متكاملة من أجهزة القياس والمراقبة أما إجراءات منع الرشح تحت أساسات السد فهي مؤلفة من جدار كتامة سماكته 60 سم ويصل عمقه حتى 40 م ليصل بين جسم السد والطبقات الصخرية إضافة إلى صفين من آبار الحقن.

### السدة الفيضانية
تعمل هذه السدة كـ صمام أمان للسد الرئيسي والمحطة الكهرومائية. في حال حدوث فيضانات كارثية (عندما يرتفع منسوب المياه في البحيرة بشكل كبير ليتجاوز القدرة الاستيعابية)، تسمح السدة الفيضانية بتصريف المياه الزائدة بأمان إلى المصب، مما يحمي السد من الضغوط المفرطة والانهيار.
وتقع على يمين المحطة الكهربائية وهي منفذة بردميات بحصية رملية بالطريقة الجافة ومكساة ببلاطات بيتونية في الوجه الأمامي وبطبقة من البحص الخشن في الجهة الخلفية وتعمل هذه السدة كصمام أمان للسد الرئيسي والمحطة الكهرمائية في حال حدوث فيضانات كارثية.

### المحطة الكهرمائية
وتحتوي على ست مجموعات توليد من نوع كابلان مع متمماتها استطاعة كل منها /105/ ميغا واط وباستطاعة إجمالية للمحطة /630/ ميغا واط الضاغط الأعظمي /30/ م والضاغط الأصغري لعمل المجموعات /15.5/ م الضاغط الإسمي /26/م.بفضل تصميمه ومكوناته المتكاملة، يمثل بنية هندسية معقدة وحيوية تساهم في توفير الطاقة والتحكم في موارد المياه في منطقة شمال سوريا.

## وصلات خارجية
- وزارة الموارد المائية السورية.